# Чемпионат Европы по футболу 2012 среди юношей до 19 лет
Чемпионат Европы по футболу 2012 среди юношей до 19 лет стал 61-м розыгрышем чемпионата Европы по футболу среди юношей и прошел в Эстонии с 3 по 15 июля 2012 года. Действующим чемпионом являлась сборная Испании. Это соревнование также играет роль отборочного турнира для чемпионата мира по футболу среди молодёжных команд 2013, на который отберутся 6 команд из Европы.
В этом турнире имели право принимать участие игроки, родившиеся не позднее 1 января 1993 года.

## Отбор
Отборочный турнир к финальной части был сыгран в два раунда:
- Первый раунд — 21 сентября 2011 — 16 ноября 2011
- Элитный раунд — 23 мая 2012 — 31 мая 2012

Финальной части предшествовали два отборочных раунда: первый раунд и элитный раунд. Во время этих раундов 51 команда соревновалась за то, чтобы определить 7 команд, которые присоединятся к уже отобравшейся на правах хозяйки сборной Эстонии.
В первом раунде не принимал участия Лихтенштейн, а также Англия, Франция и Испания, прошедшие сразу в элитный раунд. Оставшиеся 48 команд были поделены на 12 групп по 4 команды. Каждая из групп была сыграна как отдельный мини-турнир в одной из участвующих стран. 12 победителей групп, 12 команд, занявших вторые места, и лучшая команда, занявшая третье место, прошли в Элитный раунд.
В Элитном раунде оставшиеся 28 команд были поделены на 7 групп по 4 команды. 7 победителей групп прошли в финальную часть.
Следующие команды попали в финальную часть:
- Англия
- Греция
- Испания
- Португалия
- Сербия
- Франция
- Хорватия
- Эстония

## Судьи
УЕФА назвал 6 судей и 8 помощников судей, которые будут работать на турнире, 18 июня 2012. Все являются молодыми судьями и претендуют в будущем на работу на высшем уровне. Дополнительно 2 эстонских судьи были выбраны в качестве 4-х судей на матчах группового этапа.
| Страна            | Судья              |
| ----------------- | ------------------ |
| Дания             | Кенн Хансен        |
| Италия            | Паоло Валери       |
| Латвия            | Вадим Директоренко |
| Нидерланды        | Дэнни Маккели      |
| Северная Ирландия | Арнольд Хантер     |
| Швейцария         | Ален Бьери         |

## Стадионы
| Таллин             | Таллин Хаапсалу Раквере | Таллин             |
| ------------------ | ----------------------- | ------------------ |
| А. Ле Кок Арена    | Таллин Хаапсалу Раквере | Кадриору           |
| Вместимость: 9,692 | Таллин Хаапсалу Раквере | Вместимость: 5,000 |
|                    | Таллин Хаапсалу Раквере |                    |
| Хаапсалу           | Таллин Хаапсалу Раквере | Раквере            |
| Городской          | Таллин Хаапсалу Раквере | Городской          |
| Вместимость: 869   | Таллин Хаапсалу Раквере | Вместимость: 2,500 |
|                    | Таллин Хаапсалу Раквере |                    |

## Групповой этап
Жеребьевка группового этапа прошла 6 июня 2012 в Таллине (Эстония).
Победитель и вторая команда каждой группы проходят в полуфинал. Лучшие три команды из каждой группы также квалифицируются на чемпионат мира по футболу среди молодёжных команд 2013.
| Условные цветовые обозначения                                                                                       |
| --- |
| Команды, которые прошли в полуфинал и квалифицировались на чемпионат мира по футболу среди молодёжных сборных 2013. |
| Команды, которые квалифицировались на чемпионат мира по футболу среди молодёжных сборных 2013                       |

### Группа A
| Команда    | И | В | Н | П | ГЗ | ГП | РГ | О |
| ---------- | - | - | - | - | -- | -- | -- | - |
| Испания    | 3 | 2 | 1 | 0 | 7  | 4  | +3 | 7 |
| Греция     | 3 | 2 | 0 | 1 | 8  | 5  | +3 | 6 |
| Португалия | 3 | 1 | 1 | 1 | 8  | 6  | +2 | 4 |
| Эстония    | 3 | 0 | 0 | 3 | 1  | 9  | −8 | 0 |

| Греция          | 1:2           | Испания              |
| --------------- | ------------- | -------------------- |
| Диамантакос 66′ | Отчет о матче | Хесе 30′ · Оседе 40′ |

| Эстония | 0:3           | Португалия                                 |
| ------- | ------------- | ------------------------------------------ |
|         | Отчет о матче | Пикк 5′ (авт.) · Бетинью 25′ · Мартинш 72′ |

| Эстония     | 1:4           | Греция                                              |
| ----------- | ------------- | --------------------------------------------------- |
| Луйгенд 90′ | Отчет о матче | Катидис 43′ · Фурланос 55′ · Диамантакос 85′, 90+2′ |

| Португалия                                      | 3:3           | Испания           |
| ----------------------------------------------- | ------------- | ----------------- |
| Брума 11′ · Гомеш 39′ · Жуан Мариу 90+1′ (пен.) | Отчет о матче | Хесе 8′, 28′, 48′ |

| Эстония | 0:2           | Испания                   |
| ------- | ------------- | ------------------------- |
|         | Отчет о матче | Суарес 39′ · Алькасер 86′ |

| Португалия                | 2:3           | Греция                          |
| ------------------------- | ------------- | ------------------------------- |
| Гомеш 19′ · Бетинью 90+6′ | Отчет о матче | Янниотас 18′ · Катидис 42′, 69′ |

### Группа B
| Команда  | И | В | Н | П | ГЗ | ГП | РГ | О |
| -------- | - | - | - | - | -- | -- | -- | - |
| Англия   | 3 | 2 | 1 | 0 | 5  | 3  | +2 | 7 |
| Франция  | 3 | 2 | 0 | 1 | 5  | 2  | +3 | 6 |
| Хорватия | 3 | 1 | 1 | 1 | 4  | 2  | +2 | 4 |
| Сербия   | 3 | 0 | 0 | 3 | 1  | 8  | −7 | 0 |

| Англия     | 1:1           | Хорватия    |
| ---------- | ------------- | ----------- |
| Чалоба 60′ | Отчет о матче | Павичич 57′ |

| Сербия | 0:3           | Франция                                  |
| ------ | ------------- | ---------------------------------------- |
|        | Отчет о матче | Самник 17′ · Погба 26′ (пен.) · Вьон 32′ |

| Франция     | 1:0           | Хорватия |
| ----------- | ------------- | -------- |
| Фулькье 79′ | Отчет о матче |          |

| Сербия       | 1:2           | Англия                 |
| ------------ | ------------- | ---------------------- |
| Нинкович 70′ | Отчет о матче | Афобе 6′ · Редмонд 63′ |

| Хорватия                        | 3:0           | Сербия |
| ------------------------------- | ------------- | ------ |
| Павичич 2′ · Понграчич 49′, 57′ | Отчет о матче |        |

| Франция    | 1:2           | Англия                   |
| ---------- | ------------- | ------------------------ |
| Верету 31′ | Отчет о матче | Ландстрэм 16′ · Кейн 39′ |

## Плей-офф

### Сетка
|  | Полуфиналы            | Полуфиналы |   |  | Финал                 | Финал |  |
|  |                       |            |   |  |                       |       |  |
|  | 12 июля 2012 – Таллин |            |   |  |                       |       |  |
|  | Испания               | 3 (4)      |   |  |                       |       |  |
|  | Франция               | 3 (2)      |   |  |                       |       |  |
|  |                       |            |   |  |                       |       |  |
|  |                       |            |   |  | 15 июля 2012 – Таллин |       |  |
|  |                       |            |   |  | Испания               | 1     |  |
|  |                       | Греция     | 0 |  |                       |       |  |
|  |                       |            |   |  |                       |       |  |
|  |                       |            |   |  |                       |       |  |
|  |                       |            |   |  |                       |       |  |
|  | 12 июля 2012 – Таллин |            |   |  |                       |       |  |
|  | Англия                | 1          |   |  |                       |       |  |
|  | Греция                | 2          |   |  |                       |       |  |

### Полуфиналы
| Англии    | 1:2 (пдв)     | Греция                        |
| --------- | ------------- | ----------------------------- |
| Афобе 56′ | Отчет о матче | Бугаидис 38′ · Ликояннис 108′ |

| Испания                                        | 3:3 (пдв)     | Франция                           |
| ---------------------------------------------- | ------------- | --------------------------------- |
| Деулофеу 62′, 112′ · Алькасер 78′              | Отчет о матче | Юмтити 26′, 90+1′ · Погба 117′    |
| Пенальти                                       |               |                                   |
| Кампанья · Суарес · Хесе · Алькасер · Деулофеу | 4:2           | Погба · Плеа · Юмтити · Кондогбия |

### Финал
| Испания  | 1:0           | Греция |
| -------- | ------------- | ------ |
| Хесе 80′ | Отчет о матче |        |

## Бомбардиры
5 голов
- Хесе

3 гола
- Димитриос Диамантакос
- Йоргос Катидис

2 гола

| - Беник Афобе - Пако Алькасер - Жерар Деулофеу | - Бетинью - Андре Гомеш - Поль Погба | - Самуэль Юмтити - Домагой Павичич - Михаэл Понграчич |

1 гол

| - Харри Кейн - Джон Ландстрэм - Натан Рэдмонд - Натаниэль Чалоба - Маврудис Бугаидис - Хараламбос Ликояннис - Спирос Фурланос | - Яннис Янниотас - Дерик Оседе - Денис Суарес - Брума - Жуан Мариу - Фабиу Мартинш | - Никола Нинкович - Жордан Верету - Тибо Вьон - Ришар-Кентен Самник - Димитри Фулькье - Карл-Ээрик Луйгенд |

1 автогол
- Артур Пикк (против Португалии)

## Внешние ссылки
- Чемпионат Европы по футболу среди юношей до 19 лет на UEFA.com
- Официальный сайт турнира